# Latosaari (ö i Norra Karelen)
Latosaari är en ö i Finland. Den ligger i sjön Höytiäinen och i kommunen Kontiolax i den ekonomiska regionen  Joensuu ekonomiska region  och landskapet Norra Karelen, i den sydöstra delen av landet, 400 km nordost om huvudstaden Helsingfors. Öns area är 4,4 hektar och dess största längd är 460 meter i sydöst-nordvästlig riktning.